# Felsőzsolca
Felsőzsolca is een plaats (város) en gemeente in het Hongaarse comitaat Borsod-Abaúj-Zemplén. Felsőzsolca telt 7300 inwoners (2001).